# Cycnium erectum
Cycnium erectum là loài thực vật có hoa thuộc họ Cỏ chổi. Loài này được Rendle mô tả khoa học đầu tiên năm 1896.